# Bhoteoodar
Bhoteoodar – gaun wikas samiti w zachodniej części Nepalu w strefie Gandaki w dystrykcie Lamjung. Według nepalskiego spisu powszechnego z 2001 roku liczył on 1295 gospodarstw domowych i 5897 mieszkańców (2919 kobiet i 2978 mężczyzn).